# Wielkie Oczy (gmina)
Wielkie Oczy [ˈvʲɛlkʲɛ ˈɔt͡ʂɨ] (en ukrainien: Великі Очі, Velyki Ochi; littéralement Grands Yeux) est une commune rurale de la Voïvodie des Basses-Carpates et du powiat de Lubaczów. Elle s'étend sur 146,5 km2 et comptait 3 864 habitants en 2010. Elle se situe à environ 17 kilomètres au sud de Lubaczów et à 83 kilomètres à l'est de Rzeszów, la capitale régionale.

## Géographie

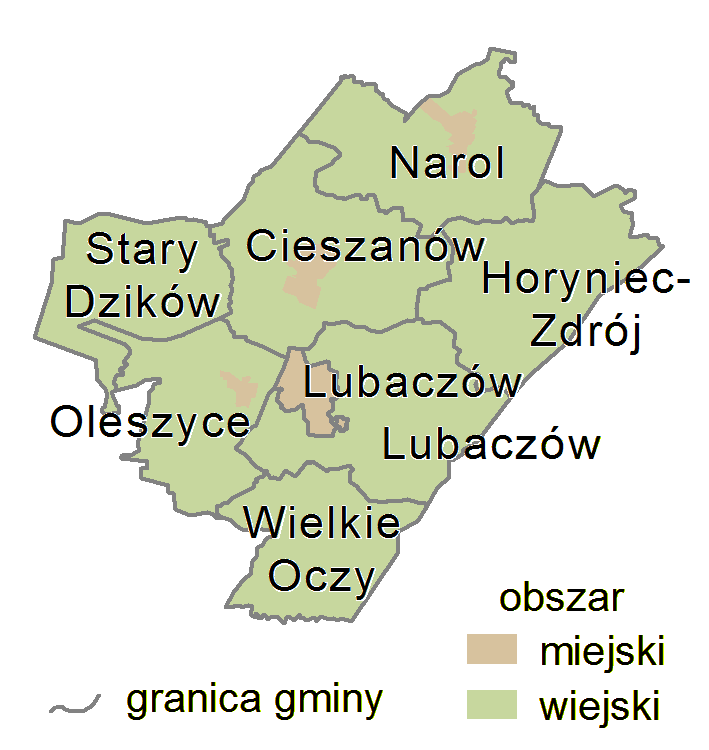
Carte du powiat (partie urbaine en marron et rurale en vert)